# Ангола на Чемпіонаті світу з водних видів спорту 2015
Ангола взяла участь у Чемпіонаті світу з водних видів спорту 2015, який пройшов у Казані (Росія) від 24 липня до 9 серпня.

## Плавання
Ангольські плавці виконали кваліфікаційні нормативи в дисциплінах, які наведено в таблиці (не більш як 2 плавці на одну дисципліну за часом нормативу A, і не більш як 1 плавець на одну дисципліну за часом нормативу B):
Чоловіки
| Спортсмен     | Дисципліна          | Попередній заплив | Попередній заплив | Півфінал        | Півфінал        | Фінал           | Фінал           |                 |                 |
| Спортсмен     | Дисципліна          | Час               | Місце             | Час             | Місце           | Час             | Місце           |                 |                 |
| ------------- | ------------------- | ----------------- | ----------------- | --------------- | --------------- | --------------- | --------------- | --------------- | --------------- |
| Жуан Аг'яр    | 50 м вільним стилем | 24.44             | 66                | Завершив виступ | Завершив виступ | Завершив виступ | Завершив виступ |                 |                 |
| Жуан Аг'яр    | 50 м брасом         | 29.92             | 52                | Завершив виступ | Завершив виступ | Завершив виступ | Завершив виступ |                 |                 |
| Педро Пінотес | 200 м комплексом    | 2:04.85           | 34                | Завершив виступ | Завершив виступ | Завершив виступ | Завершив виступ |                 |                 |
| Педро Пінотес | 400 м комплексом    | 4:23.85           | 31                | Н/Д             | Н/Д             | Завершив виступ | Завершив виступ | Завершив виступ | Завершив виступ |

Жінки
| Спортсмен   | Дисципліна          | Попередній заплив | Попередній заплив | Півфінал         | Півфінал         | Фінал            | Фінал            |
| Спортсмен   | Дисципліна          | Час               | Місце             | Час              | Місце            | Час              | Місце            |
| ----------- | ------------------- | ----------------- | ----------------- | ---------------- | ---------------- | ---------------- | ---------------- |
| Ана Нобрега | 50 м вільним стилем | 28.02             | =72               | Завершила виступ | Завершила виступ | Завершила виступ | Завершила виступ |
| Ана Нобрега | 100 м батерфляєм    | 1:05.84           | 57                | Завершила виступ | Завершила виступ | Завершила виступ | Завершила виступ |